# 左企弓
左企弓（？—1123年），辽朝、金朝之际大臣。字君材，蓟州（今天津市蓟州区）人。
左企弓举进士，历任来州观察判官、知三司使事。天庆末为广陵军节度使、同中书门下平章事、知枢密院事。天庆十年（1120年），上京陷落，左企弓任中书侍郎平章事、监修国史。保大二年（1122年），天祚帝西逃，左企弓与耶律大石、萧干、李处温等在燕京立耶律淳为帝，守司徒，封燕国公，加侍中。同年十二月，金太祖率领金兵进攻燕京，左企弓与虞仲文开城门奉表迎降。金太祖命复旧职，授金牌。守太傅、中书令。天会元年（1123年），金太祖决定按与宋朝联合灭辽的约定将燕京交给宋朝，命左企弓迁燕京民行，出广宁府任职。左企弓献诗：“并力攻辽盟共寻，功成力有浅和深，君王莫听捐燕议，一寸山河一寸金。”意图以此劝金太祖不要把燕京给宋朝，未果。左企弓途经平州，被意图降宋的平州留守张觉所杀，谥号恭烈。正隆年间，追封济国公。

## 延伸阅读
[在维基数据编辑]
 《金史·卷75》，出自脱脱《遼史》